# اوله ریبه راسموسن
اوله ریبه راسموسن (دانمارکی: Ole Riber Rasmussen; ۲۸ سپتامبر ۱۹۵۵ – ۱۱ فوریهٔ ۲۰۱۷) تیرانداز اهل دانمارک بود.